# جانيس برزينس (كرة سلة)
جانيس برزينس (باللاتفية: Jānis Bērziņš)‏ مواليد 4 مايو 1993 في ليمباجي، لاتفيا، هو لاعب كرة سلة لاتفي. بدأ مسيرته الاحترافية في سنة 2009. يلعب مع أورلاندينا باسكيت في ليغا باسكيت الدرجة الأولى. يحمل الرقم 45. يبلغ طوله 6 قدم 7 بوصة (2.0 م).

## المسيرة الاحترافية
لعب مع نادي فالميرا لكرة السلة من سنة 2009 إلى 2011، ثم لعب مع في إي إف ريغا في موسم 2011–2012، ثم لعب مع أورلاندينا باسكيت في الدوري الإيطالي في سنة 2016.

## روابط خارجية
- جانيس برزينس على موقع الاتحاد الدولي لكرة السلة (الإنجليزية)
- جانيس برزينس على موقع كرة السلة الأوروبية.كوم (الإنجليزية)
- جانيس برزينس على موقع ريلجم (الإنجليزية)
- جانيس برزينس على موقع بروبوليرز (الإنجليزية)
- جانيس برزينس على موقع سبورتس رفرنس (الإنجليزية)